# Sediliopsis calvertensis
Sediliopsis calvertensis é uma espécie extinta de caracol marinho , um molusco gastrópode marinho da família Pseudomelatomidae , os turrídeos e seus aliados.

## Descrição
O comprimento da espécie atinge 21 mm, seu diâmetro 6 mm.
(Descrição original) A concha subfusiforme é delgada e contém oito voltas . O terço superior de cada volta é plano, com duas ou três linhas espirais impressas. A parte inferior é fortemente convexa, com nervuras oblíquas arredondadas que às vezes são recurvadas na extremidade superior, e geralmente são cruzadas por cerca de quatro linhas espirais impressas fracas e regulares e outra mais forte acima da sutura. A espiral do corpo mostra cerca de quinze espirais impressionadas distintas abaixo do ombro custeado. As linhas de crescimento são fortes, varrendo em curvas largas em torno do entalhe que está no ombro. A superfície é polida. A sutura está impressionada. O bico é curto e ligeiramente torcido.

## Distribuição
Fósseis desta espécie foram encontrados em Estratos Miocénicos da Baía de Chesapeake , Maryland, EUA.